# EdCamp Ukraine
EdCamp Ukraine (ГО «ЕдКемп Україна») — спільнота українських освітян, яка створена й діє за принципами всесвітнього руху EdCamp. Ініціатива EdCamp народилася у 2010 році в США як альтернативний державному спосіб підвищення кваліфікації та професійного розвитку освітян. Основний інструмент — події оригінального формату (не)конференцій. Міжнародний рух EdCamp у 2019, 2020 і 2021 роках відзначений організацією HundrED як одну зі 100 провідних світових освітніх інновацій.
Український рух EdCamp об’єднаний навколо громадської організації «ЕдКемп Україна», серед завдань якої — професійний розвиток шкільних педагогів, підвищення статусу вчительської професії та загалом реформування системи освіти України. Сьогодні EdCamp Ukraine є найбільшим освітянським рухом у країні, до якого приєдналися понад 50 000 освітян з усіх областей України, великих і малих населених пунктів.
Символом руху стала біла ворона, так учасниці й учасники EdCamp Ukraine називають одне одного і українських педагогів, «які своєю відкритістю до нового досвіду та прагненням до змін в освіті й суспільстві загалом вирізняються у своїх спільнотах».

## Історія
Засновником EdCamp Ukraine став Олександр Елькін, який до того працював у сфері інформаційних технологій та вищій освіті. Дізнавшись у 2014 році про формат EdCamp, він отримав згоду від американських засновників руху на створення української спільноти. Після року підготовки, у червні 2015 року було проведено першу подію, а у грудні 2015 року — зареєстровано громадську організацію «ЕдКемп Україна». Загалом 44 країни приєдналися до руху EdCamp. Україна стала третьою в Європі і дев’ятою — у світі.
За 9 років існування спільнота EdCamp Ukraine об’єднала понад 50 000 освітян, із них більшість працюють у школі, але чимало й у дошкіллі, позашкіллі, ЗВО та інших організаціях. У кожній другій школі України є вчителька або вчитель, «білі ворони», які належать до спільноти, у середньому це троє людей в одному закладі.. Оскільки освіта, особливо середня, загалом є фемінізованою сферою, то 95 % з тих, хто беруть участь у національних та регіональних EdCamp-подіях, — жінки. Середній вік відвідувачок/-ів EdCamp-подій – 42,5 років, а стаж їхньої педагогічної роботи в середньому – 18,3 років (за даними організації).

## Принципи
Проведення будь-яких подій EdCamp Ukraine грунтується на шістьох принципах, сформульованих американськими засновниками руху:
- безкоштовність,
- незалежність,
- вільна ініціатива,
- програма визначається в перший день проведення,
- кожний і кожна можуть стати спікерами,
- діє закон «про дві ноги» (учасники й учасниці самі визначають, які із сесій відвідають і на який час там затримаються)[6][8].

Також в EdCamp Ukraine виділяють ефект «довгого хвоста»: найважливіші результати відбуваються вже після подій та проєктів організації.

## Напрямки діяльності
EdCamp Ukraine діє у трьох напрямках:
- підвищення педагогічної кваліфікації,
- реформування освіти,
- впровадження міжнародних ініціатив і кращого світового досвіду у сфері освіти.

### Підвищення педагогічної кваліфікації

#### Національні (не)конференції
Одним з основних форматів роботи EdCamp Ukraine є проведення (не)конференцій — подій, зміст та організацію яких визначають власне учасниці й учасники. Цього принципу дотримувалися засновники руху EdCamp у США, і його було перенесено в українську спільноту. EdCamp Ukraine проводить щорічну національну (не)конференцію у Харкові й допомагає освітянам організовувати регіональні (не)конференції у різних населених пунктах України.
Перша національна (не)конференція EdCamp Ukraine відбулася в Харкові 23 й 24 червня 2015 року ще до реєстрації організації. У ці дні було оголошено про створення офіційного всеукраїнського об’єднання «EdCamp Ukraine». У події взяли участь 324 особи та 57 національних і міжнародних експертів та експерток з 8 країн світу, серед яких: Констанція Фортунато (США), Марк Т’юррел (Канада/Німеччина), Діма Зіцер (Ізраїль). Під час події був анонсований формат регіональних (не)конференцій або міні-EdCamp’ів, які проходять у регіонах для місцевих освітянських спільнот.
Друга національна (не)конференція EdCamp Ukraine відбулася у Харкові 9 та 10 квітня 2016 року. У ній узяли участь 532 особи. Своїм досвідом ділилися 82 національні й міжнародні експерти й експертки із 12 країн, серед яких: Оскар Бреніф'є (Франція), Ева Рамбала (Угорщина), Естер Войчицькі (США). До учасників і учасниць (не)конференції звернулася громадська діячка, дружина президента України Марина Порошенко, участь у події взяли координаторка програм The EdCamp Foundation Кім Сівік і заступник міністра освіти і науки України Павло Хобзей. Бачення майбутньої української освіти обговорювалося на подіумній дискусії з питань подолання дискримінації та сесії стратегічного планування візії української школи, розробленої командою ГО «ЕдКемп Україна».
Третя національна (не)конференція EdCamp Ukraine відбулася у Харкові 29 і 30 квітня 2017 року. У ній узяли участь 716 українських освітян і 135 експертів й експерток з 20 країн світу. Уперше в події EdCamp Ukraine взяла участь очільниця Міністерства освіти і науки України Лілія Гриневич. До спільноти звернулися міжнародний радник у сфері освіти сер Кен Робінсон, головною темою (не)конференції стало впровадження реформи Нова українська школа.
Четверта національна (не)конференція EdCamp Ukraine «Усе буде по-білому!» відбулася у Харкові 2 і 3 липня 2018 року. У ній узяли участь 143 експертки й експерти з 11 країн світу та 946 освітян з усіх областей України, а також міністр освіти і науки Лілія Гриневич, Уповноважений Президента України з питань захисту прав дитини Микола Кулеба, співзасновниця світового руху EdCamp Хадлі Ферґюсон. Головною темою стало навчання, збудоване на цінностях, та дозвіл МОН педагогам підвищувати кваліфікацію в недержавних організаціях.
П’ята національна (не)конференція EdCamp Ukraine «Хороша людина. Зрощуємо в Україні» відбулася у Харкові 7-9 липня 2019 року. У ній узяли участь 1 009 учительок і вчителів, 197 експерток і експертів з 19 країн. EdCamp Ukraine 2019 підтримали й українські зірки: Наталія Мосейчук розповідала про проєкт «Право на освіту», Тарас Тополя ділився ідеями відповідального батьківства, Євген Клопотенко просував ідею реформування харчування в школах, а Слава Фролова пояснювала на прикладах виставок дитячих малюнків, як мистецтво допомагає розвитку дитини. На (не)конференції за участі міністерки освіти і науки Лілії Гриневич презентували пілотний проєкт з упровадження у 26 школах по всій Україні програми з розвитку м’яких навичок — SEE Learning (соціально-емоційне та етичне навчання). До учасників і учасниць (не)конференції звернувся у листі Президент України Володимир Зеленський.
Під час всеукраїнського карантину навесні 2020 року команда EdCamp організувала «Антикризовий національний онлайн-EdCamp 2020: школа зараз та у «світі після», який відбувся 13-17 квітня. Головними темами (не)конференції стали п’ять напрямів: дистанційна освіта, освітня політика, фізичне здоров’я і психологічна стійкість, фінансові та правові виклики, педагогіка партнерства. У перший день події до вебінарів доєдналися 10 019 людей. Усього за 5 днів відбулося 80 689 підключень до сесій. Ця (не)конференція стала найбільшою освітньою онлайн-подією в історії держави. Крім українців, до події долучилися учасниці й учасники з 22 країн світу. Як експерти у події взяли участь лавреат Нобелівської премії миру, Його Святість Далай-лама XIV, історик, викладач, письменник, автор бестселеру «Людина розумна» Ювал Ной Харарі, віцепрезидент Microsoft з питань освіти Ентоні Сальсіто, розробник міжнародного тестування PISA Андреас Шляйхер, учитель, освітній менеджер та піонер демократичного навчання Яков Хехт, голова Представництва Фонду народонаселення ООН в Україні Хайме Надаль, телеведучі Марія Єфросиніна, Слава Фролова, Олександр Педан, Наталія Мосейчук, директорка фонду Олени Пінчук Ольга Руднєва, фронтмен гурту «Антитіла» Тарас Тополя, т. в.о. міністра науки й освіти Любомира Мандзій, міністр освіти і науки (2016 — 2020 рр.) Лілія Гриневич, голова комітету з питань освіти, науки та інновацій Верховної Ради України Сергій Бабак та його заступник Сергій Колебошин, перший освітній омбудсмен України Сергій Горбачов. З привітальним словом до учасників і учасниць події звернулася Перша леді України Олена Зеленська.
У грудні 2021 року організація влаштувала сьому (не)конференцію — «Національний EdCamp для радості !-)» (альтернативна назва EdCamp Joy). (Не)конференція в онлайн-форматі тривала 10 днів, з 7 до 18 грудня. Участь у події взяла 1161 особа — педагоги всіх ланок освіти, інші дорослі, які працюють із дітьми, та батьки. Офлайн частина пройшла у форматі зустрічі міжнародних делегацій руху EdCamp з 18 до 22 грудня. Були підписані меморандуми про співпрацю — між національними рухами EdCamp шести країн (Білорусь, Молдова, Грузія, Румунія, Вірменія), EdCamp Ukraine з Малою академією наук України, й Харківським національним педагогічним університетом імені Г. С. Сковороди. Учасниками події стали 30 всесвітньо відомих науковців, освітян, психологів/-ок, лідерів/-ок думок, чиї дослідження й практична діяльність стосуються феномену радості. Це світовий освітній експерт та розробник міжнародного тестування PISA Андреас Шляйхер (Німеччина), фахівець у галузі освіти, продюсер документальних фільмів, венчурний інвестор та письменник Тед Дінтерсміт, психологиня, письменниця, засновниця програми викладання у Коледжі Уільямсон Сьюзан Енгел (усі — США), видатний педагог Шалва Амонашвілі (Грузія). Також відбулися закриті покази трьох кінострічок: «Хто має найвищі шанси» (Most Likely to Succeed, 2015, США), «Місія: радість. Шукаємо щастя в складні часи» (Mission: Joy — Finding Happiness in Troubled Times, 2021, США) та  «Чому я живий» (2021, Україна).
Через повномасштабне вторгнення росії в Україну запланована на 2022 рік міжнародна (не)конференція, на яку мали приїхати освітяни з країн Східного партнерства (Білорусія, Вірменія, Грузія, Молдова), не відбулася.
Наприкінці червня 2023 року відбувся Національний EdCamp ВОЛЯ-2023 «Передпереможна сила для післяпереможних планів», на якому були викристалізовані основні принципи для роботи з учнівством після перемоги України. Подія тривала три дні у змішаному форматі та зібрала експертне коло з багатьох всесвітньовідомих та українських експертів/-ок. Свою візію представили міністр освіти і науки України Оксен Лісовий, директор з питань освіти та навичок Організації економічного співробітництва та розвитку (ОЕСР), засновник міжнародного дослідження PISA Андреас Шляйхер, перший освітній омбудсмен України Сергій Горбачов, голова Державної служби якості освіти Руслан Гурак, голова Комітету Верховної Ради з питань освіти, науки та інновацій Сергій Бабак, заступник голови Комітету Верховної Ради з питань освіти, науки та інновацій Сергій Колебошин, член Комітету Верховної Ради України з питань освіти, науки та інновацій Роман Грищук, керівниця Українського центру оцінювання якості освіти Тетяна Вакуленко, в.о директора Українського інституту розвитку освіти Олександр Ворохаєв, міністерка освіти і науки України (2016-2019 рр.) Лілія Гриневич та ін. Дискусії відбувалися за 8 напрямами: 1) безпека і цивільний захист, 2) відкритість світу, 3) зміст освіти, 4) інфраструктура і мережа, 5) навички майбутнього, 6) професійний розвиток педагогічних (науково-педагогічних) працівників/-иць, 7) стійкість і зцілення, 8) цифрова школа — роль технологій в організації та змісті навчання. За результатами (не)конференції буде випущена книга «Якою може бути нова / українська / школа».
У червні 2024 року організація провела Національний EdCamp Точка стійкості. Це були 4 дні трансляцій з 7 фокусних тем (СЕ-навички і СЕН, цифрова безпека, рішення для педагогічної освіти, Україна в міжнародних дослідженнях, зшиваємо країну, розширюємо спільноту, долаємо виклики війни). В межах події відбулося понад 40 експертних і учительських сесій, дискусійних обговорень, презентацій нових проєктів та ініціатив, які мають на меті допомогти подолати кризи в системі української освіти. Також під час Національного EdCamp'у було презентовано результати вперше проведеного в Україні міжнародного Дослідження соціально-емоційних навичок (ДоСЕН). До заходу приєдналися 77 спікерок і спікерів з 10 країн світу й України.

#### Регіональні (не)конференції
Регіональні (не)конференції EdCamp Ukraine проводяться з 2015 року. Перша відбулася 10 грудня 2015 року у Мечищеві Тернопільскої області. Загалом у 2015-2024 роках проведено 319 регіональних (не)конференцій, до проведення яких доклали зусиль 247 координаторів і координаторок. В середньому кожну подію відвідують більше 150 освітян. Регіональні (не)конференції відбуваються в трьох форматах: онлайн, офлайн і змішаному. В EdCamp Ukraine зазначають, що «найбільша цінність регіональних (не)конференцій — у розповсюдженні знань серед учительства в регіонах. Події на місцях більш доступні, а середовище — знайоме, тож міні-EdCamp’и стали для всіх місцем, де білі ворони знаходять одна одну».
У 2018 році організація провела Національний саміт регіональних координаторок/-ів. Це була зустріч в Одесі у форматі саміту-челенджу, на яку зібралися 140 координаторів/-ок усіх регіональних подій за всі роки.
До кінця червня 2023 тривала сьома хвиля регіональних подій «EdCamp in a box 7.0 Наближаємо ПЕРЕМОГУ», в межах якої відбулися 30 магістральних, 6 афілійованих та 2 спеціальні події.
До кінця серпня 2024 тривала восьма хвиля регіональних подій «EdCamp in a box 8.0. Повірмо. Перемагаймо. Підтримуймо», в межах якої відбулися 23 магістральні, 18 афілійованих та 8 спеціальних подій.

#### Інші події EdCamp
З 2017 року EdCamp Ukraine проводить національну серпневу педагогічну конференцію, яку перетворили на (не)конференцію. Із того часу відбулося 167 серпневих (не)конференцій: 103 шкільні, 26 районних, 30 міських і 8 обласних.
У спільноті EdCamp Ukraine створили коло освітянської взаємодопомоги: спеціальну групу у Facebook, де освітяни просять одне одного про допомогу й допомагають іншим. У групі можна отримати пораду чи допомогу у професійній чи приватній сфері.
Після проведення Антикризового онлайн-EdCamp’у започатковано регулярні онлайн-толоки. На них педагоги, зіркові гості, освітні експертки й експерти, представники й представниці органів влади обговорюють нагальні питання освіти, діляться досвідом, розвивають та вдосконалюють необхідні навички. Значну частину толоки становить дискусійний елемент — питання й відповіді в режимі онлайн. У 2020 році її проводять раз на місяць.
У жовтні-грудні 2020 року відбувся EdCamp-марафон — інноваційна гейміфікована онлайн-подія, що спрямована на розвиток м'яких і твердих навичок освітян в умовах COVID-19 та дистанційного освітнього середовища. 42 дні тисяча учасниць і учасників долали маршрут за 11 напрямками за підтримки міжнародного менторського кола, працюючи у командах та індивідуально.
Разом з видавництвом «Шкільний світ» створено книгу «Зростаймо разом з EdCamp’ом. Як провести освітню (не)конференцію для своєї громади» — практичний посібник з організації та проведення подій формату EdCamp у своїй спільноті, а також онлайн-курс «Як провести EdCamp для своєї громади» на ВУМ online.
Серед інших медіапродуктів: мультфільми і спільні з «Накипіло» освітні подкасти.

### Реформування освіти
Команда EdCamp Ukraine брала активну участь у підготовці концепції й стандартів реформи «Нова українська школа» завдяки співпраці з МОН радників міністра освіти і науки (2016-2020 рр.) — Олександра Елькіна й Олени Масалітіної. Вони ж стали співавторами концепції та основ стандарту НУШ і підтримують упровадження реформи на різних напрямках. Діють угоди ГО «ЕдКемп Україна» про співпрацю з МОН, Українським інститутом розвитку освіти, Державною службою якості освіти та її територіальними управліннями, Офісом освітнього омбудсмена, Інститутом модернізації змісту освіти.
У 2023 році Україна доєдналася до першого масштабного міжнародного Дослідження соціально-емоційних навичок, яке проводить Організація економічного співробітництва та розвитку (OEСР) в різних країнах світу. Національним дослідницьким центром обрали EdCamp Ukraine, якій і належить ініціатива приєднання України до дослідження. У ДоСЕН беруть участь 15 країн, серед них Болгарія, Бразилія, Індія, Індонезія, Іспанія, Італія, Китай, Колумбія, Мексика, Об’єднані Арабські Емірати, Перу, Україна, Фінляндія, Чилі, Японія.

#### Дискусії щодо реформування освіти
На всіх (не)конференціях EdCamp Ukraine відбуваються спеціальні дискусійні сесії з педагогами щодо реформування освіти. У 2017-2018 рр. говорили про засади, ідеї та концепцію щойно розпочатої реформи НУШ, у 2018-2019 рр. — про реформу системи підвищення кваліфікації освітян і якість послуг з професійного розвитку, у 2019-2020 рр. — про сталість і тяглість реформи НУШ, навчання дітей м’яким навичкам в контексті «Цілей сталого розвитку ООН», результатів дослідження PISA для України та досвіду впровадження СЕЕН, у 2021 році — про Дорожню карту НУШ як відповідь на трансформаційні виклики освіти та важливість формування соціально-емоційних навичок як в учнівства, так і в учительства. Зміст дискусій регулярно висвітлює вебпортал Нової української школи.

#### Дослідження
У 2016 році МОН спільно з EdCamp Ukraine та за підтримки МФ «Відродження» провели дослідження «Діти і папери: як досягти балансу у школі», у якому узяли участь 6 399 учителів і вчительок та 2 282 осіб з числа адміністраторів освіти. У результаті дослідження, зокрема, було виявлено, що аби забезпечити папером звітність шкіл, щороку треба зрубати 50 000 дерев, а кожен освітянин щотижня витрачає 7-12 годин на звітність. Результатом дослідження стали кроки з дебюрократизації освітньої діяльності. У співпраці з МОН удалося скоротити кількість паперової роботи для освітян на 22 % та скасувати деякі вимоги до шкіл від різних установ, наприклад, учительству більше не потрібно робити перепис та вести облік дітей, охоплених освітою (так звані «мікрорайони»).
У 2018 році МОН спільно з EdCamp Ukraine та за підтримки МФ «Відродження» провели дослідження «Навчати і навчатися: як і куди зростати українському вчительству»: 8 427 освітян опитали про їхню роботу і професійне зростання. Так, виявилось, що 87 % освітян хочуть професійно розвиватися, і на першому місці для них стоїть вивчення англійської мови. Результати дослідження стали основою для скасування монополії на підвищення педагогічної кваліфікації державних інституцій, а педагоги отримали можливість обирати організацію або установу, що надає послуги підвищення кваліфікації; запроваджено принцип «гроші ходять за вчителем» — оплачується не менше 150 годин (протягом 5 років) підвищення кваліфікації за рахунок державного та місцевих бюджетів; можливість надавати такі послуги здобули громадські та приватні організації, фізичні особи-підприємці та фізичні особи; значно розширилися також види й форми підвищення педагогічної кваліфікації. У 2019 році Кабінет Міністрів України постановою № 800 (зі змінами, внесеними постановою № 1133) затвердив новий порядок підвищення кваліфікації педагогічних і науково-педагогічних працівників, який імплементує ці новації. У МОН була створена робоча група з питань професійного розвитку педагогічних працівників, яка опікується впровадженням і розвитком цих змін (наказ МОН України № 223 від 17.02.2020), значна частина складу якої — очільники і учасники спільноти EdCamp Ukraine. У жовтні 2021 року на платформі Prometheus стартував курс EdCamp Ukraine «Підвищення кваліфікації педагогічних працівників: нові вимоги і можливості».

#### Антидискримінаційна експертиза
Для запобігання дискримінації в освіті з 2016 року за участі EdCamp Ukraine та підтримки Фонду ООН у галузі народонаселення в Україні — UNFPA працює антидискримінаційна експертиза проєктів шкільних підручників. Якщо на початку роботи експертизи не було жодного підручника, який би цілком відповідав недискримінаційному підходу в освіті, то за два роки їх частка становила вже 22 %, а у 2020 році становить 55%. У 2018 році антидискримінаційна експертиза стала частиною комплексної, поетапної перевірки підручників. З 2017 року проводяться тренінги зі створення недискримінаційного освітнього контенту для видавництв і авторських колективів. За цей час відбулося 10 триденних тренінгів, у яких взяли участь представники/-ці 37 видавництв (що наразі становить 65 % ринку підручникотворення) та близько 100 авторок/-ів. Для забезпечення сталої якості антидискримінаційної експертизи освітнього контенту з 2016 року реалізується трирівнева сертифікаційна тренінгова програма з підготовки відповідного експертного кола (на кінець 2020 року підготовлено та сертифіковано 89 експерток/-ів)..

#### Антикорупційні інструменти
Команда EdCamp Ukraine разом із видавництвом «Шкільний світ» і ГО «Смарт Освіта» та завдяки проєкту USAID «Підтримка організацій-лідерів у протидії корупції в Україні «ВзаємоДія» (SACCI) займається розробкою і популяризацією антикорупційних інструментів для українських шкіл як-от ігри, квести, тематичні уроки, сценарії тощо. Поширення інструментів відбувається через амбасадорок доброчесності й тренерську команду з антикорупції в освіті, яку сформовано з освітян, очільників/-ниць закладів освіти, представників/-ниць Офісу освітнього омбудсмена, Державної служби якості освіти, інститутів післядипломної педагогічної освіти. За даними EdCamp Ukraine після початку використання антикорупційних інструментів кількість учениць і учнів, які вважають корупцію однозначно негативним явищем, зросла на 10 %, а кількість тих, хто вважають, що корупція не може бути виправданою, зросла на 9 %.

#### EdWay
У 2021 році організація запустила Національну платформу можливостей підвищення кваліфікації педагогічних працівників EdWay, де освітяни можуть вільно обирати суб’єкта, форму, вид та зміст підвищення кваліфікації. Улітку 2021 року було розроблено спеціальний курс «Мій освітній стартап», де освітяни навчалися створювати власні стартапи й програми підвищення кваліфікації.
Станом на жовтень 2024 року на платформі зареєстровано 54281 особа і 286 суб’єктів підвищення кваліфікації, а освітянам пропонується 1073 можливості підвищення кваліфікації.

#### ПОВІР
«ПОВІР» — всеукраїнський державно-громадський проєкт у форматі цифрової онлайн-платформи, створений спільними зусиллями Консультативної ради з питань сприяння розвитку системи загальної середньої освіти при Президентові України, Міністерства освіти і науки України, Міжнародного фонду «Відродження», державної установи «Український інститут розвитку освіти», громадських організацій «ЕдКемп Україна» та «Смарт освіта». Це дружній для дитини простір, де українські учні і учениці середньої та старшої школи безоплатно отримують підтримку і допомогу у виявленні і надолуженні індивідуальних освітніх втрат й можуть скорочувати освітні розриви. Основна цільова авдиторія проєкту — 2 000 учнів і учениць 7, 9 і 11 класів, зокрема ті, які перебувають через війну за кордоном, на прифронтових, деокупованих, тимчасово окупованих територіях чи в зоні зіткнення, у сільській місцевості, а також з родин, які перебувають у складних життєвих обставинах.

#### Уроки доброти
У 2021 році EdCamp Ukraine разом із #ЩедрийВівторокДіти та спеціально відібраним авторським колективом розробили посібник для формування культури благодійності в освітньому процесі: «Уроки доброти: ідеї та поради на навчальний рік».

#### #книгоНУШ
EdCamp Ukraine заохочує освітян створювати книжкові клуби #книгоНУШ, де можна зустрітися й обговорити цікаві видання. Першим учасником проєкту став письменник Сергій Жадан, згодом долучилися інші митці й організації. У партнерстві з ГС «Міжнародний інститут інтегрального розвитку» серед учасниць і учасників руху розігрувалися книжкові набори: у 2017 році — 20 комплектів із 36 книг, у 2018 році — 12 комплектів із 45 книг, у 2019 році — 150 комплектів із 9 книг. Кожен з таких комплектів зберігається також і в бібліотеці EdCamp Ukraine та доступний для читання всім учасниками спільноти.

#### ОГОР
У 2019 році EdCamp Ukraine ініціювала підписання «Меморандуму про співпрацю між об’єднаннями громадянського суспільства на підтримку реформи освіти». Усі учасники об’єднання ОГОР («Освітні Громадські Організації Разом») погоджуються, що:
- реформа НУШ має продовжуватися за будь-яких політичних обставин,
- реформа має бути не декларативною, а реальною,
- реформа освіти має базуватися на прогресивних і гуманістичних цінностях,
- рівень насильства та стресу в освіті має бути зменшений.

Меморандум підписали вісім громадських організацій, які працюють у сфері підвищення кваліфікації вчительства. Разом з ГО «ЕдКемп Україна» до ОГОР входять ГО «Едюкейшнал ера», ГО «КМО «Батьки SOS»», БО «МБФ Імпакт хаб Одеса», ГС «Освіторія», ГО «Смарт Освіта», ГО «Український інститут майбутнього», ГО «Центр інноваційної освіти «Про.Світ»».

### Міжнародні проєкти

#### День Гідності
EdCamp Ukraine стала провідником ініціативи Усесвітнього Дня Гідності в Україні. Одним із найважливіших елементів цього дня є дискусійний урок гідності в школах. Як і в інших 88-ми країнах, під час Дня Гідності до шкіл запрошують відомих людей, представників/-ниць науки, мистецтва, культури, військових. Вони розповідають дітям про гідність на прикладі випадків із власного життя, обговорюють історії, які згадують самі діти, разом формулюючи сенс понять «гідність». У вересні 2020 року Олександра Елькіна було призначено національним головою організації Global Dignity в Україні.
До святкування Дня Гідності в Україні з 2015 по 2024 рік долучилися 3 868 закладів освіти і 512 118 учасників й учасниць.

#### ЕдМандри

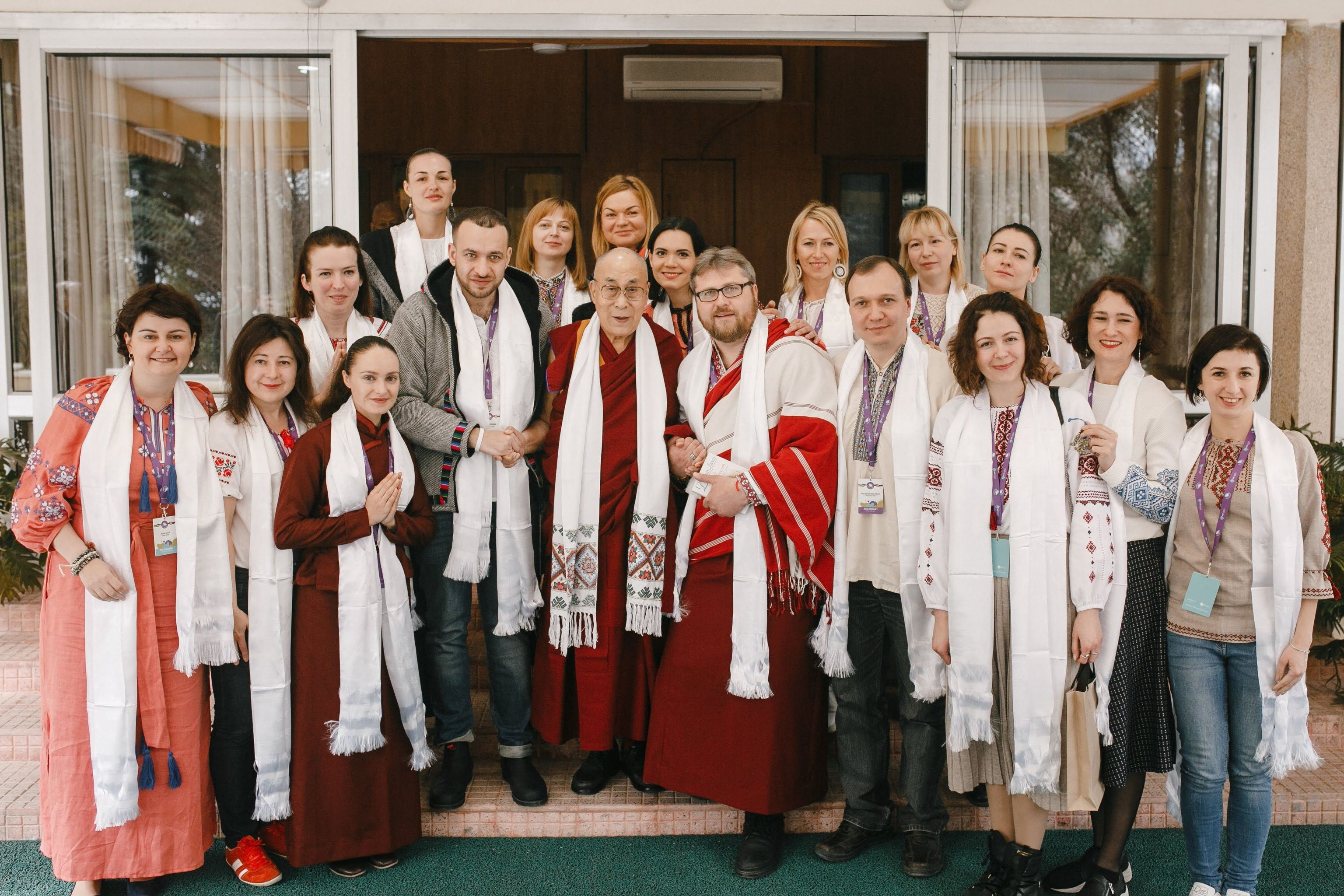
ЕдМандри українських освітян в Індію, авдієнція з Його Святістю Далай-ламою ХІV (лютий, 2019 р.)

ЕдМандри — програма освітніх експедицій до різних країн за успішними кейсами: теорія, практика та зміни на місцях. За час програми ЕдМандри українські освітяни відвідали чотири країни: Фінляндію та Естонію у 2017 році, Швецію та Індію у 2019 році. Під час подорожі Індією освітяни з EdCamp Ukraine отримали авдієнцію у лавреата Нобелівської премії миру Далай-лами XIV.

#### Змінитися за 7 днів
2018 року відбувся спільний з фінською компанією Lumo Education експеримент «Змінитися за 7 днів»: за тиждень фінські спеціалісти мали перетворити звичайну українську школу на школу за фінською моделлю. Заявку на участь подала кожна 25-та школа України, з яких було обрано школу з села Трудолюб Полтавської області. У лютому до села Трудолюб завітали фінські спеціалісти Еса Сінівуорі, Каісу Хелмінен та Дмитро Науменко. За тиждень вони допомогли школі зробити аудит сильних і слабких сторін, провели декілька відкритих уроків і тренінгів, консультували освітян із розробки власної програми вдосконалення закладу. Після експерименту за стандартного для маленької сільської школи фінансування лише завдяки талантам колективу, трудолюбівське вчительство повністю змінило освітній простір, зробило школу експериментальною, і вона отримала статус опорної.

#### Соціально-емоційне та етичне навчання
Після презентації на національній (не)конференції EdCamp Ukraine в Україні стартував пілотний проєкт із впровадження у школах системи соціально-емоційного та етичного навчання (СЕЕН, англ. — SEE Learning). Програма розвиває м'які навички, має змінити атмосферу в школах та ставлення учнівства до навчання, одне до одного та до самих себе. У пілотній програмі беруть участь 26 шкіл із 23 областей України. Для педагогів цих шкіл влаштували тренінги з розробниками програми з Університету Еморі (США). Пілотування програми СЕЕН в Україні відбувається в рамках освітнього проєкту всеукраїнського рівня у партнерстві з Інститутом модернізації змісту освіти, Громадянською службою миру GIZ, Інститутом проблем виховання Національної академії педагогічних наук України (наказ МОН від 18.11.2019 р. No 1431).
Програми СЕЕН отримали гриф «Схвалено до використання в освітньому процесі» і знаходяться в Каталозі надання грифів навчальної літератури та навчальних програм, що підтверджує Інститут модернізації змісту освіти МОН України. Це означає, що українські школи можуть обрати цей курс як курс за вибором: для 1-2, 3-4 класів на основі Державного стандарту початкової освіти (листи ІМЗО №21/10-2 від 02.01.2023 та №21/10-3 від 02.01.2023); для 5-6 і 7-9-х класів на основі Державного стандарту базової середньої освіти (листи ІМЗО №21/10-4 від 02.01.2023 та №21/10-5 від 02.01.2023). Ці програми дадуть можливість закладам освіти включати соціально-емоційне та етичне навчання до своїх освітніх програм та розвивати в учнівства м’які навички.

#### Діалог з Далай-ламою XIV
У 2020 році EdCamp Ukraine організували перший в історії діалог Далай-лами XIV з українством у прямому етері. Він відбувся 20 жовтня і тривав півтори години. Найбільше торкалися тем миру зовнішнього і внутрішнього, освіти, екології, пандемії, співіснування людей різних націй та релігій. Співведучими розмови разом з Олександром Елькіним стали Наталія Мосейчук, Лілія Гриневич і Тарас Тополя.

#### Global Teacher Prize
У 2017 році було започатковано українську національну версію світової щорічної вчительської премії Global Teacher Prize. Її отримують освітяни, які зробили видатний внесок у професію. Команда EdCamp Ukraine неодноразово долучалася до аналізу й оцінювання заявок, а голова Ради ГО «ЕдКемп Україна» Олександр Елькін три роки поспіль був членом журі премії. До фіналістів Global Teacher Prize Ukraine завжди потрапляють чимало учасників та учасниць руху EdCamp, а одна з перших координаторок подій EdCamp Ukraine Наталя Кідалова стала лавреаткою премії у 2019 році.

### Діяльність під часповномасштабного російського вторгненняу 2022—2024 роках
З 24 лютого 2022 року ГО «ЕдКемп Україна» реалізує низку антикризових ініціатив для підтримки освітян, батьківства, дітей та молоді у часи війни.

#### Відкритий простір стійкості
Відкриті онлайн-зустрічі для всіх охочих із фахівчинями і фахівцями з Інституту травми й Університету Еморі. Під час тренінгів практикують соціально-емоційне та етичне навчання, надають практичні поради на різні теми, які хвилюють українців і українок, аналізують індивідуальні ситуації та надають консультації.

#### EdCamp-академія для учнівства, учительства й батьківства
Система регулярних активностей на підтримку дорослих і дітей. Це щоденні ранкові й вечірні ресурсні онлайн-зустрічі для педагогічної спільноти, консультативно-підтримувальні онлайн-зустрічі для тих, хто працюють з дітьми з інвалідністю, розвивально-розважальні онлайн-активності для дітей і молоді різного віку.

#### Тематичні експертні матеріали з чутливих тем
Лаконічні відео, інфографіки, мультфільми з порадами, поясненнями, корисними переліками на теми, які стосуються евакуації з гарячих точок, виїзду за кордон, адаптації на нових місцях, волонтерства тощо.

#### Звернення відомих людей до українства
Підтримувальні відео- або текстові звернення, «послання надії», відомих людей до українок/-ців. Їх уже записали Едіт Єва Еґер, Андреас Шляйхер, Річард Бренсон, Естер Войчицькі, Джек Грейпс, Тед Дінтерсміт, Тарас Тополя, Слава Фролова.

#### Толоки стійкості
Двогодинні онлайнові зустрічі, які покликані практикувати стійкість, соціально-емоційне та етичне навчання через фахові виступи запрошених гостей, а також через вправи та ігри. На подію запрошено одну іноземну експертку / одного іноземного експерта, які є визнаними у певній галузі та можуть підсилити українське вчительство у складні часи війни. Серед гостей Толок стійкості вже були Ребекка Ролланд, експертка з питань спілкування з дітьми, логопединя й викладачка Гарварду, Дженін Бернстін, засновниця та креативна директорка серії подкастів та подій «OUTSIDE THE BOX», письменниця, спікерка, радіоведуча, докторка Бостонського університету в галузі освітніх медіа, Айлін Наомі Раск, науковиця, виконавча директорка клініки «Мозок і поведінка» у Колорадо, а також координаторка програм реабілітації та лікування травми й співдиректорка Програми здорового мозку та травми, Елейн Міллер-Керес, співзасновниця Інституту травмостійкості (США), старша консультантка програми СЕЕН, Олександр Гершанов, спеціаліст по роботі із травмою та кризовими станами, директор психо-освітнього проєкту «Ізраїльська коаліція травми».

#### Моя війна. Уроки
EdCamp Ukraine реалізувала підтримувальну ініціативу, яка допомогла висвітлити стан справ в українській освіті і побудувати уявлення воєнної школи. Інформаційна складова – серія з 27 інтерв’ю з освітянами, які знаходяться чи перемістилися з різних регіонів України, про їхню роботу під час війни, функціонування закладів освіти та особисте відчуття подій. Гуманітарна складова – краудфандинг та забезпечення освітян 58 технологічними наборами для дистанційної роботи (ноутбук, комп’ютерна миша, роутер, навушники), а також персональними психологічними консультаціями 55 педагогів.

#### Моделі Стійкості Спільнот
Це навчання з Community Resiliency Model для українських освітян, яке розробили представники й представниці Інституту травмостійкості (США). Воно створене для досягнення стійкості після переживання травматичних подій, для створення спільнот, інформованих про травму та сфокусованих на стійкості, які можуть допомогти собі та іншим у своїй ширшій соціальній мережі.

#### Хібукі-школа
Тематична програма, створена EdCamp Ukraine спеціально для українського вчительства. Курс передбачає навчання універсальним терапевтичним методам роботи з наслідками будь-яких травматичних подій шляхом використання терапевтичного методу «Хібукі-терапія», авторкою якої є Дафна Шарон-Максимов (Ізраїль).

#### Помічай, розпізнавай, поводься безпечно
Програма професійного розвитку, створена фахівцями і фахівчинями EdCamp Ukraine у співпраці з представниками й представницями The HALO Trust.Програма розроблена у вигляді двосекційного методичного вебінару про поведінку дорослих на вибухонебезпечних територіях та способи розмови про такі ризики з дітьми та підлітками. Підвищення кваліфікації відбулося відповідно до Міжнародних стандартів протимінної діяльності (IMAS) 12.10 та адаптованих до українського контексту у 2022 році.

#### Змінитися за 7 місяців
Ініціатива з упровадження зовнішніх і внутрішніх змін для закладів освіти, яка стала сиквелом проєкту, реалізованого у 2018 році, «Змінитися за 7 днів». Проєкт стартував у 2023 році. Це проєкт всеукраїнського рівня зі створення комфортної і психологічно безпечної атмосфери в закладі освіти через впровадження зовнішніх і внутрішніх змін. Під час цієї ініціативи було відібрано дві школи (одна приймала ВПО, інша — з деокупованих територій), середовище яких зазнало негативних впливів війни: Тернопільська школа № 28 й Бобрицька гімназія. В межах проєкту для шкіл-переможниць передбачено:
- по 700 тис. грн на ремонт приміщення;
- можливість підвищити кваліфікацію для всієї освітньої родини та напрацювати разом із експертами/-ками унікальну стратегію розвитку;
- справжню стійкійсноорієнтовану школу, розроблену «спільнотворенням» та право пройти пілотну громадську акредитацію як альтернативу інституційному аудиту.

Аси інтернету
В 2024 році організація EdCamp Ukraine долучилася до проєкту Be Internet Awesome та представляє Україну у спільноті ВІА разом із 10 іншими європейськими країнами — Грецією, Латвією, Литвою, Молдовою, Польщею, Румунією, Словаччиною, Угорщиною, Хорватією і Чехією.
Проєкт отримав українську адаптацію назви «Аси інтернету» і має на меті навчити учнівство (а також учительство і всіх охочих дорослих) взаємодіяти в цифровому світі так, щоб це сприяло поширенню співпереживання, поваги і підтримки — а не насилля, неправдивої інформації чи мови ненависті. Це навчальна програма, на уроках якої учнівство освоюватиме важливі навички з перетину двох сфер: цифрової та соціально-емоційної. Програма розкриває учнівству п’ять фундаментальних тем щодо цифрового громадянства та безпеки («Ділися з обачністю», «Не дай себе обманути», «Бережи свої таємниці», «Круто бути доброзичливими!», «Сумніваєшся? Спитай!») і дає дітям інструменти та освіту, щоб упевнено та безпечно досліджувати, рости та грати онлайн.

## Вплив на вчительство
EdCamp Ukraine наводить дані, отримані під час опитування учасниць і учасників (не)конференцій:
73 % відчувають, що в них вдосконалилося критичне мислення,
64 % відзначають розвиток навичок соціально-емоційного та етичного навчання,
63 % розвинули навички проведення онлайн-навчання та різного роду інші практичні навички,
80 % зазначили, що участь в EdCamp-подіях розширила їхній практичний інструментарій,
75 % вказали на віднайдену мотивацію,
66 % відчули впевненість у використанні набутої майстерності чи обговоренні певного питання,
57 % побачили нові перспективи,
80 % змогли впровадити безпосередньо в класах те, що здобули на цих подіях.

## Оцінка діяльності
Організація економічного співробітництва та розвитку відзначає ефективність формату EdCamp на прикладі ініціатив руху у США й Україні: «Мірою того, як світ виходить з кризи COVID-19, Edcamp'и можуть бути ефективними і масштабуватимуться завдяки можливості освітян вчитися одне в одного, а одночасне існування офлайнових та онлайнових подій, ймовірно, продовжуватиметься надалі».
«Завдяки EdCamp Ukraine вчительський голос у всіх освітянських справах став почутим», — вказує #GOZNAMY (інформаційна кампанія Європейського Союзу «Громадянське суспільство — це ТИ», що розповідає про громадські ініціативи в Україні).
У 2021 році Світовий банк опублікував статтю «Вплив COVID-19 на освіту — рекомендації та можливості для України», в якій згадав досвід EdCamp Ukraine.
У квітні 2022 року  Елейн Мілер-Керес, директорка Інституту травми (США), авторка, спікерка, розробниця практик СЕЕН, опублікувала низку статей про антикризову ініціативу EdCamp Ukraine «Відкритий простір стійкості».

## Структура

### Керівництво
Голова ради ГО «ЕдКемп Україна» — Олександр Елькін (з 2015 р.).
Віцеголови ради: Олена Масалітіна (з 2016 р.), Олег Марущенко (з 2020 р.).

### Опікунська рада
Опікунська рада є дорадчим та консультативним органом ГО «ЕдКемп Україна». На запрошення організації до неї входять провідні наукові, державні, творчі та громадські діячі і діячки, які поділяють мету організації й готові сприяти у її реалізації:
Тетяна Гавриш — керуюча партнерка юридичної компанії ILF, почесна консулка Федеративної Республіки Німеччина в Україні,
Лілія Гриневич — експертка з освітніх політик, міністр освіти і науки України (2016 — 2020),
Сергій Колебошин — народний депутат України, заступник голови Комітету з питань освіти, науки та інновацій Верховної Ради України,
Наталія Мосейчук — телеведуча каналу «1+1», кураторка проєкту «Право на освіту»,
Тарас Тополя — фронтмен гурту «Антитіла», друг Фонду ООН у галузі народонаселення в Україні,
Хадлі Ферґюсон — педагогиня, співзасновниця руху EdCamp, співголова Edcamp Community Advisory Committee,
Слава Фролова — телеведуча, засновниця фонду Slava Frolova-Group.
Вікторія Мілютіна — директорка Північного міжрегіонального департаменту Національної служби здоров'я України.
Анатолій Бабічев — проректор з науково-педагогічної роботи Харківського національного університету імені В. Н. Каразіна.

## Нагороди і досягнення
Найкращий освітній проєкт (2017 рік) — за версією експертів Media.Sapiens.
V Національний конкурс публічних звітів про діяльність організацій громадянського суспільства (2018 рік) — 1 місце.
ГО «ЕдКемп Україна» та її співробітники/-ці нагороджені грамотами прем’єр-міністра Володимира Гройсмана, міністра освіти і науки Лілії Гриневич, голови Харківської ОДА Юлії Світличної.
В 2022 році команда EdCamp Ukraine отримала нагороду від Оксфордьського симпозіуму зі шкільного та сімейного консультування. Під час симпозіуму організація презентувала програму соціально-емоційного та етичного навчання, а також антикризові ініціативи для підтримки дітей, вчительства й батьківства. Нагороду за найкращу практику шкільного сімейного консультування було вручено за розробку інноваційних програм, які дозволяють педагогам сприяти формуванню стійкості учнівства й батьківства.
ГО «ЕдКемп Україна» отримала нагороду як амбасадорська організація 2023 року від Інституту травмостійкості.
У січні 2024 року організація отримала спецвідзнаку за найкращу освітню історію відповідального партнерства у номінації «Національний партнерський проєкт» Премії відповідальності, яку вже вдруге організовує Фонд Родини Богдана Гаврилишина / Bohdan Hawrylyshyn Family Foundation, а в червні — спеціальну відзнаку за інноваційний та системний підхід щодо реформування освіти України й диплом переможців другого ступеню в номінації «Доброчинність в освіті та науці» на Національному конкурсі «Благодійна Україна – 2023: Благодійність на захисті України».

### Рекорди
Під час останніх (не)конференцій EdCamp Ukraine були встановлені рекорди, які зафіксовані Національним Реєстром Рекордів, що є національним партнером Світових рекордів Гіннеса.
- 2018 рік. Найбільша кількість педагогів в одній локації. На Четвертій національній (не)конференції EdCamp Ukraine на площі Конституції в Харкові зібралися 600 освітян, щоб разом задекларувати: українське вчительство — за школу як простір, безпечний для дитини[107].
- 2019 рік. Найбільша кількість населених пунктів, які долучилися до флешмобу педагогів під час прямого включення. На П’ятій національній (не)конференції EdCamp Ukraine до флешмобу педагогів під час прямого включення підключилися 58 освітянських спільнот з усієї України[108].
- 2020 рік. Наймасовіша онлайн-конференція для освітян. Під час Антикризового національного онлайн-EdCamp’у було зафіксовано найбільшу кількість осіб, які взяли участь в освітній онлайн-події — 10 019 учасниць і учасників[25]
- 2023 рік. Найбільша картина, написана учасницями й учасниками однієї події — «Національний EdCamp ВОЛЯ-2023» Полотно картини 2 на 8 метрів, кількість людей — більше 150.[109]
- 2024 рік. Найбільший об'ємний пазл — тривимірна фігура, що складається з 588 елементів: шестигранник 2,48 х 6,975 х 6,04 метрів із периметром фігури 25,32 метрів[110].

### Особисті досягнення
У 2018 році журнал «Фокус», включив Олександра Елькіна до категорії «Геніальні люди. Українці, які змінюють країну і світ». У 2019 році він увійшов до п’ятірки у номінації «Тато-освітянин» премії «Тато року 2019».
Олена Масалітіна у 2018 році увійшла до п’ятірки найкращих у номінації «Освіта: середня» Національної незалежної премії «Жінка України», а у 2020 році була визнана в цій же номінації переможницею.  У 2020 році вона посіла 68-е місце в рейтингу «100 найупливовіших жінок України» за версією журналу «Фокус».
У 2021 році Олександр Елькін увійшов до рейтингу 100 найвпливовіших людей України за рейтингом журналу «ФОКУС» та посів 85 місце.
У 2022 році видання «НВ» назвало Олександра Елькіна «Українським Прометеєм».
У травні 2022 року Олександр Елькін став членом Наглядової ради Харківського національного університету імені В. Н. Каразіна.
У вересні 2022 року Олександр Елькін став докторантом за спеціальністю «Освітні, педагогічні науки» в Інституті проблем виховання НАПН України.
У 2023 році Олександр Елькін увійшов до трійки переможців у номінації «Тато-освітянин» премії «Тато року 2023».
У березні 2023 року Олександр Елькін став національним координатором Дослідження соціальних-емоційних навичок в Україні.